# Дексіпп
Публій Геренній Дексіпп (*Δέξιππος, лат. Publius Herennius Dexippus, 210 —між 273 та 278) — афінський аристократ, державний та військовий діяч часів пізньої Римської імперії, грецькомовний історик.

## Життєпис
Походив з впливого та заможного елевсінського род Кериків деми Гермос. Його родина отримала римське громадянство завдяки едиктові імператора Каракалли. Обіймав високі посади в Афінах (спочатку агонофета, тобто судді, згодом архонта-басілея), а також виконував обов'язки жерця. У 267 році обороняв Афіни від германського племені герулів. 

## Творчість
Основним твором Дексіппа була об'ємна «Хроніка» у 12 книгах, в якій він описав загальну історію з найдавніших часів до 268-270 років. (Її згодом продовжив Євнапій). У роботі під назвою «Скіфіка» Дексіпп описав набіги германців у 238-270 роках. Твір під назвою «Історія диадохів» («Події після Олександра») у 4 книгах було лити цитацией твори Арриіна. З праць Дексіпп збереглися тільки фрагменти. Дексіпп брав за зразок Фукідіда, його ж роботами користувалися серед інших Йордан та Зосим.